# Sielsowiet Choromsk
Sielsowiet Choromsk (biał. Харомскі сельсавет; ros. Хоромский сельсовет) – sielsowiet na Białorusi, w obwodzie brzeskim, w rejonie stolińskim, z siedzibą w Choromsku. Północną granicę sielsowietu stanowi Prypeć.
Według spisu z 2009 sielsowiet Choromsk zamieszkiwało 3246 osób, w tym 3184 Białorusinów (98,09%), 37 Rosjan (1,14%), 8 Ukraińców (0,25%), 2 Polaków (0,06%), 2 Tatarów (0,06%), 2 Mołdawian (0,06%), 1 Łotysz (0,03%), 2 osoby dwóch lub więcej narodowości i 8 osób, które nie podały żadnej narodowości.

## Miejscowości
- wsie:
  - Choromsk
  - Chorsk
  - Lisowicze
  - Tury
  - Uholec